# Brunki
Brunki – osada w Polsce położona w województwie zachodniopomorskim, w powiecie myśliborskim, w gminie Barlinek.
W latach 1975–1998 miejscowość administracyjnie należała do województwa gorzowskiego.
Niewielka osada położona ok. 4 km na południowy zachód od Barlinka. We wsi zachował się pałac z XIX w. otoczony parkiem z ciekawym drzewostanem m.in. żywotniki olbrzymie, klon srebrzysty i wierzby białe.